# 도라마루성
도라마루성(일본어: 虎丸城)은 일본 가가와현 히가시카가와시 요다야마(与田山)의 도라마루 산(虎丸山)에 있었던 성이다.